# Franz Hueber

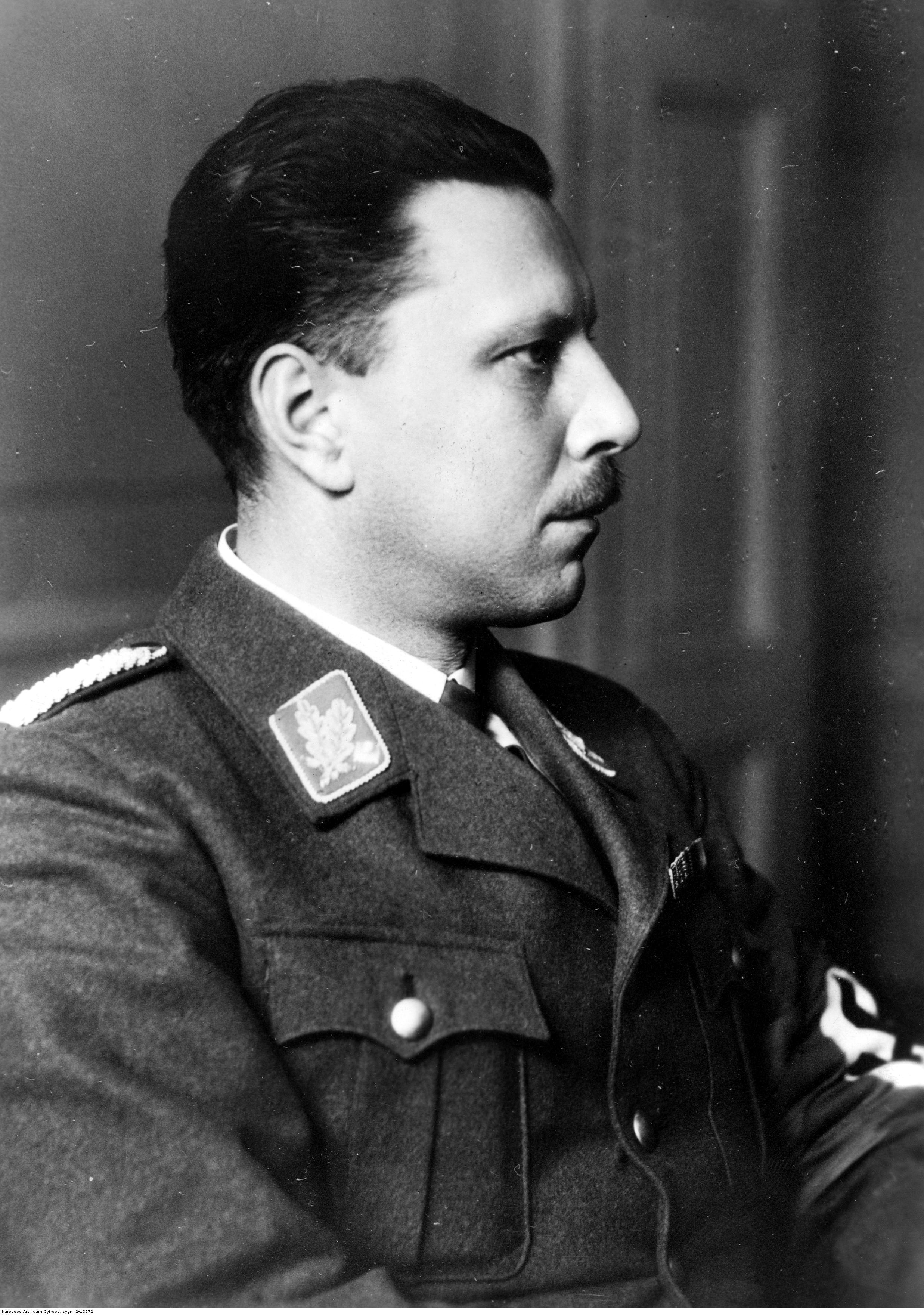
Franz Hueber

Franz Hueber (* 10. Jänner 1894 in Grünburg, Österreich-Ungarn; † 10. Juli 1981 in Salzburg) war ein österreichischer Notar, Politiker (Heimatblock), Heimwehrführer und Nationalsozialist.

## Leben
Franz Hueber absolvierte nach dem Besuch der Volksschule und dem humanistischen Gymnasium von 1912 bis 1918 ein Studium der Rechtswissenschaft an der Universität Wien und wurde danach zum Dr. jur. promoviert. Unterbrochen wurde das Studium durch seine Teilnahme am Ersten Weltkrieg von 1914 bis 1918 als Angehöriger der k.u.k. Armee, zuletzt hatte er den Rang eines Oberleutnants inne. Danach war er Notariatsanwärter in Saalfelden und ab 1927 war er als Notar in Mattsee tätig.
Er war Mitglied der völkischen Turnerschaft und schloss sich 1919 der Heimwehrbewegung an. Er gehörte zu den Gründer der Heimwehr im Pinzgau und übte dort ab 1925 die Funktion des Zweiten Landesführers aus. Ab 1929 war er Heimwehrführer im Gau Salzburg.
Von 30. September bis 29. November 1930 war er Justizminister im Minderheits-Wahlkabinett Vaugoin. Ab Anfang Dezember 1930 war er Abgeordneter zum Nationalrat und nach dem Rücktritt Starhembergs Ende Jänner 1931 Fraktionsführer des Heimatblocks. Am 30. Juli 1932 legte er sein Mandat als Abgeordneter zurück, und machte so über seinen Nachfolger August Elshuber im Nationalrat den Weg frei für die Zustimmung zu den Vorbedingungen für die Lausanner Anleihe.
Am 28. Juni 1933 trat er aus der Heimwehr aus. Er trat 1934 der illegalen NSDAP bei und wurde am 1. Mai 1938 offiziell in die Partei aufgenommen (Mitgliedsnummer 6.114.058). Er war Teilnehmer der „Nationalen Aktion“ von Anton Reinthaller und im „Deutsch-sozialen Volksbund“ sowie im deutschnationalen Deutschen Klub engagiert.
Nach dem „Anschluss“ Österreichs an das nationalsozialistische Deutsche Reich war er vom 11. März bis 24. Mai 1938 kurzzeitig Justizminister im Kabinett von Arthur Seyß-Inquart. Hueber war als Schwager Hermann Görings an der Vorbereitung des Anschlusses beteiligt; seit 1920 war er mit Paula, geborene Göring, verheiratet. Nach der Reichstagswahl im April 1938 wurde er Abgeordneter des nationalsozialistischen Reichstages. Hueber stieg bei der SA bis zum Brigadeführer auf.
In der Zeit des Nationalsozialismus war er ab April 1939 Unterstaatssekretär im Reichsministerium der Justiz und leistete während des Zweiten Weltkrieges von 1940 bis 1942 Kriegsdienst bei einer Flak-Abteilung. Ab Ende Dezember 1942 war er Präsident des Reichsverwaltungsgerichtes.
Nach Kriegsende wurde Hueber 1945 als Kriegsverbrecher interniert und 1948 wegen Hochverrats zu 18 Jahren Kerker verurteilt. Im Dezember 1950 wurde er bedingt entlassen, danach war er als Kaufmann in der Privatwirtschaft tätig. Bis ins hohe Alter war er Gauobmann des Turnerbunds. Das Land Salzburg verlieh ihm das Verdienstzeichen.